# Made in the USA
"Made in the USA" é uma single da cantora norte-americana Demi Lovato, escolhida como segundo single do  seu quarto álbum de estúdio, Demi. Foi composta por Jonas Jeberg, Jason Evigan, Corey Chorus, Blair Perkins e por Demi Lovato, e produzida por Jeberg e Evigan. A faixa foi enviada para as rádios no dia  16 de julho de 2013. A Canção alcançou a posição 80 da Billboard Hot 100, sendo o oitavo single solo de Lovato a entrar na parada, e a vigéssima primeira canção aleatoria de Demi que conseguiu tal feito. A faixa foi performada no Teen Choice Award no dia 11 de Agosto de 2013, no qual Demi Lovato concorria a seis nomeações e ganhou três delas.

## Precedentes
A canção foi anunciada como single no dia 24 de junho de 2013, substituindo a impenetrável Heart Attack, para algo mais tranquilo. No mesmo dia em que foi confirmada como single, foi divulgada a arte da capa. Nela, Demi aparece em preto e branco, usando uma jaqueta e mordendo a gola da mesma.  Em alguns países, a canção ganhou diferentes versões e adaptações em seu refrão para homenagear alguns paises, alterando o verso  "...Made In The USA", tal feito que não ocorreu no Brasil. A Faixa Made In The USA é a sucessora do hit Heart Attack, e é a antecessora da faixa de dance-pop, Neon Lights.

## Divulgação
Demi apresentou "Made in the USA" ao vivo na Summer Concert Series 2013 do Good Morning America, no dia 27 de junho de 2013. Uma semana depois, ela performou o single no festival The Philly 4th of July Jam, ao lado de John Mayer, The Roots, Jill Scott e outros. No dia 11 de agosto de 2013, a faixa foi performada na premiação da Fox, o Teen Choice Awards. Com o início de sua turnê The Neon Lights Tour em 2014, Demi Lovato encaixou o single na playlist oficial do show.

## Videoclipe
Um lyric video da canção foi liberado em 27 de junho de 2013. O videoclipe foi dirigido por Ryan Pallota, e co-dirigido pela cantora, e conta com a participação do ator canadense Dustin Milligan e da atriz norte-americana Aimee Teegarden, que vivem um casal. Uma prévia de dezoito segundos foi liberada em 10 de julho de 2013, no mesmo dia em que foi anunciado a data em que o vídeo oficial seria lançado, no dia 17 de julho de 2013, no VEVO. No videoclipe, Demi Lovato é uma cantora que ao entrar em um parque de diversão, se inspira e começa a cantar a faixa, contando a história de um casal de apaixonados e inseparaveis, que se conhecem no mesmo parque de diversão em que Lovato está cantando. Por ser convocado a servir o exercito, o jovem tem que se separar de sua amada para enfrentar uma forte guerra. O jovem quase morre, porem no final do videoclipe ele reaparece na porta de sua amada que não esperava o ver ali.
Até o dia 15 de julho de 2019, o vídeo já havia atingido a marca de 170 milhões de visualizações no canal VEVO de Lovato.

## Recepção da crítica
Na Billboard, Jason Lipshutz descreveu a canção como "uma versão mais madura de 'Party in the USA' da Miley Cyrus, com menções de ambas as costas no meio de uma guitarra ávida e algumas declarações amorosas ardentes". Melissa Maerz, da Entertainment Weekly, selecionou "Made in the USA" como uma de suas favoritas no disco durante uma resenha, ao lado de "In Case", e afirmou que a faixa está "pronta para voar alto na [rádio] Top 40". Na Rolling Stone, Jody Rosen a chamou de "hino patriótico gratuito", enquanto Glenn Gamboa afirmou no Newsday que ela conta com o mesmo "apelo pop" de "Give Your Heart a Break".

## Desempenho nas tabelas musicais
| Tabela (2013)                             | Melhor posição |
| ----------------------------------------- | -------------- |
| Bélgica (Ultratop 50)                     | 17             |
| Eslováquia (IFPI)                         | 62             |
| Estados Unidos (Billboard Hot 100)        | 80             |
| Estados Unidos (Pop Songs)                | 40             |
| União Europeia (European Hot 100 Singles) | 87             |
| Irlanda (Irish Singles Chart)             | 50             |
| Líbano (The Official Lebanese Top 20)     | 20             |
| Reino Unido (OCC)                         | 89             |

## Certificações
| Região                | Certificação | Vendas  |
| --------------------- | ------------ | ------- |
| Estados Unidos (RIAA) | Ouro         | 500,000 |